# 矢吹省司
矢吹 省司（やぶき しょうじ、1943年 - ）は、日本の心理学者、國學院大學名誉教授。青年心理学、臨床心理学、童話の心理学的研究。

## 経歴
福島県生まれ。東京教育大学心理学科卒業、同大学院博士課程中退。1974年國學院大學文学部助教授、のち人間開発学部教授。1980年「心理的防衛性の研究 投影反応と直接反応による検討」で筑波大学教育学博士。2011年より福島県立医科大学医学部整形外科教授、同大学附属病院リハビリテーションセンター部長。

## 著書
- 『オギャーと日本語』マルジュ社　1986
- 『言葉と周縁 柳田民俗学の視座』マルジュ社　1990
- 『鉢をかぶったお姫さま 日本人の「和」の心理』ABC出版　1991
- 『グリムはこころの診察室』平凡社　1993
- 『もっと自分を愛しなさい グリム童話に学ぶ愛・幸福・結婚』平凡社　1995
- 『昔話はこころの診察室』平凡社　1998
- 『どうしてこんなに心が痛い? アンデルセン童話が解く深層心理』平凡社　2002
- 『絵本の深層心理学』平凡社　2004

## 共著
- 『ロールシャッハ・テスト入門』岡堂哲雄共著　日本文化科学社　1976
- 『日本的父性の発見 母性社会論をこえて』安渓真一共著　有斐閣　1989

## 参考
- 絵本の深層心理学 - 紀伊國屋書店BookWeb
- 國學院大學 研究者データベース